# Cheilotrichia neglecta
Cheilotrichia neglecta là một loài ruồi trong họ Limoniidae. Chúng phân bố ở miền Cổ bắc.